# Raiford
Raiford – miasto w Stanach Zjednoczonych, w stanie Floryda, w hrabstwie Union.